# جون إف. رينولدز
جون إف. رينولدز (بالإنجليزية: John F. Reynolds)‏ هو ضابط أمريكي، ولد في 20 سبتمبر 1820 في لانكستر في الولايات المتحدة، وتوفي في 1 يوليو 1863 في جيتيسبيرغ في الولايات المتحدة.